# François Brandt
François Brandt (Zoeterwoude, 29 dicembre 1874 – Naarden, 4 luglio 1949) è stato un canottiere olandese, vincitore di una medaglia d'oro nel canottaggio ai Giochi olimpici di Parigi 1900.

## Palmarès
| Anno | Manifestazione  | Sede   | Evento  | Risultato |
| ---- | --------------- | ------ | ------- | --------- |
| 1900 | Giochi olimpici | Parigi | Due con | Oro       |

## Carriera
Per quanto riguarda la medaglia d'oro conquistata dal 2 con ai Giochi olimpici di Parigi 1900, non tutti i resoconti assegnano la medaglia ai Paesi Bassi, per il fatto che il timoniere olandese Hermanus Brockmann, nella finale fu sostituito da uno sconosciuto ragazzino francese. Ufficialmente il Comitato Olimpico Internazionale assegna quattro medaglie anziché tre, ma la medaglia nel medagliere è assegnata alla Squadra mista e non ai Paesi Bassi .